# Porsche Automobil Holding

Logo storico

La Porsche Automobil Holding SE (Porsche SE) è una società holding con sede a Stoccarda creata nel 2007 dalla Dr. Ing. h.c. F. Porsche AG. Detiene la quota di maggioranza della Volkswagen AG, che a marzo 2019 era del 53,3% e il 31,4% del capitale. Dal 2021 la Porsche SE è nel listino DAX.

## Consiglio di amministrazione
(31. dicembre 2022)
- Wolfgang Porsche, presidente del consiglio di amministrazione della Dr. Ing. h.c. F. Porsche AG
- Hans Michel Piëch, vicepresidente del consiglio di amm. di Volkswagen AG
- Josef Michael Ahorner, membro del cons. amm. di Audi AG
- Marianne Heiß, CEO della BBDO Group Germany
- Günther Horvath, avvocato
- Ulrich Lehner, membro del cons. di amm. Porsche Automobil Holding SE
- Stefan Piëch, presidente della Your Family Entertainment AG
- Ferdinand Oliver Porsche, presidente della Familie Porsche AG
- Peter Daniell Porsche, membro del cons. di amm. della Porsche Automobil Holding SE
- Siegfried Wolf, membro del cons. di amm. della Schaeffler AG

## Direzione
(7 dicembre 2022)
| Settore              | Nome               | Membro dal    | Altre                                                            |
| -------------------- | ------------------ | ------------- | ---------------------------------------------------------------- |
| Presidente           | Hans Dieter Pötsch | 2009          | Finanza e controllo, Volkswagen AG                               |
| Holding management   | Lutz Meschke       | luglio 2020   | Presidente finanza e controllo e IT, Dr. Ing. h.c. F. Porsche AG |
| Finanza e IT         | Johannes Lattwein  | febbraio 2022 | CEO, Porsche Financial Services GmbH                             |
| Diritto e Compliance | Manfred Döss       | gennaio 2016  | Avvocato, Volkswagen AG                                          |

## Borsa valori
Il 4 maggio 1984 vengono messe in listino per la prima volta azioni della Dr. Ing. h.c. F. Porsche AG per 1020 DM a pezzo. Alla fine del 1992 raggiungono circa 440 DM. Nell'aprile del 2001 avviene un frazionamento azionario con il rapporto di 1:10. Nel 2007 le azioni Porsche AG vengono rese 1:1 con la Automobil Holding SE.